# Tiroler Wehr

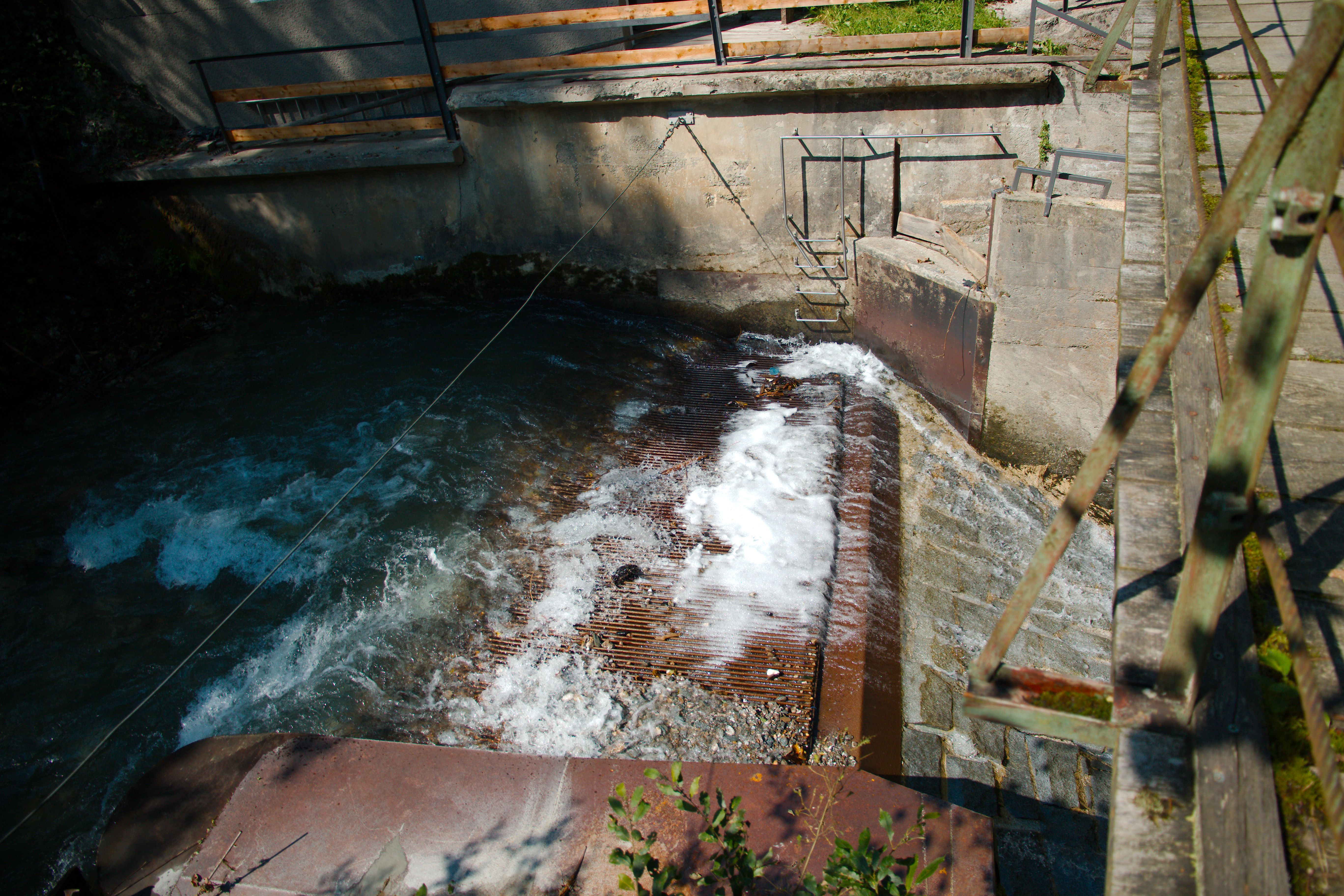
Tiroler Wehr

Das Tiroler Wehr gehört zu den festen Wehren und wurde insbesondere für Gebirgsbäche in den Alpen mit großem Grobgeschiebetrieb und starkem Gefälle entwickelt. Das Tiroler Wehr dient nur in geringem Ausmaß der Wasserstauung, viel mehr dient es zur Wasserentnahme und z. B. Weiterleitung an eine Turbine einer Wasserkraftanlage. Das im Vorbecken und im Entsander zurückgehaltene Geschiebe wird durch eine Spülöffnung wieder in das Fließgewässer eingeleitet. In Hochgebirgslagen hat es sich durchgesetzt, einen zusätzlichen Steinschlagrechen anzubringen, um so das Bauwerk selbst zu schützen.
Da sich der Abfluss in der Regel in schießendem Zustand befindet, kann ein Tosbecken entfallen, allerdings sollten am Zulauf strömende Verhältnisse herrschen, wodurch ein Beruhigungsbecken benötigt wird. 